# 坎達拉克沙區

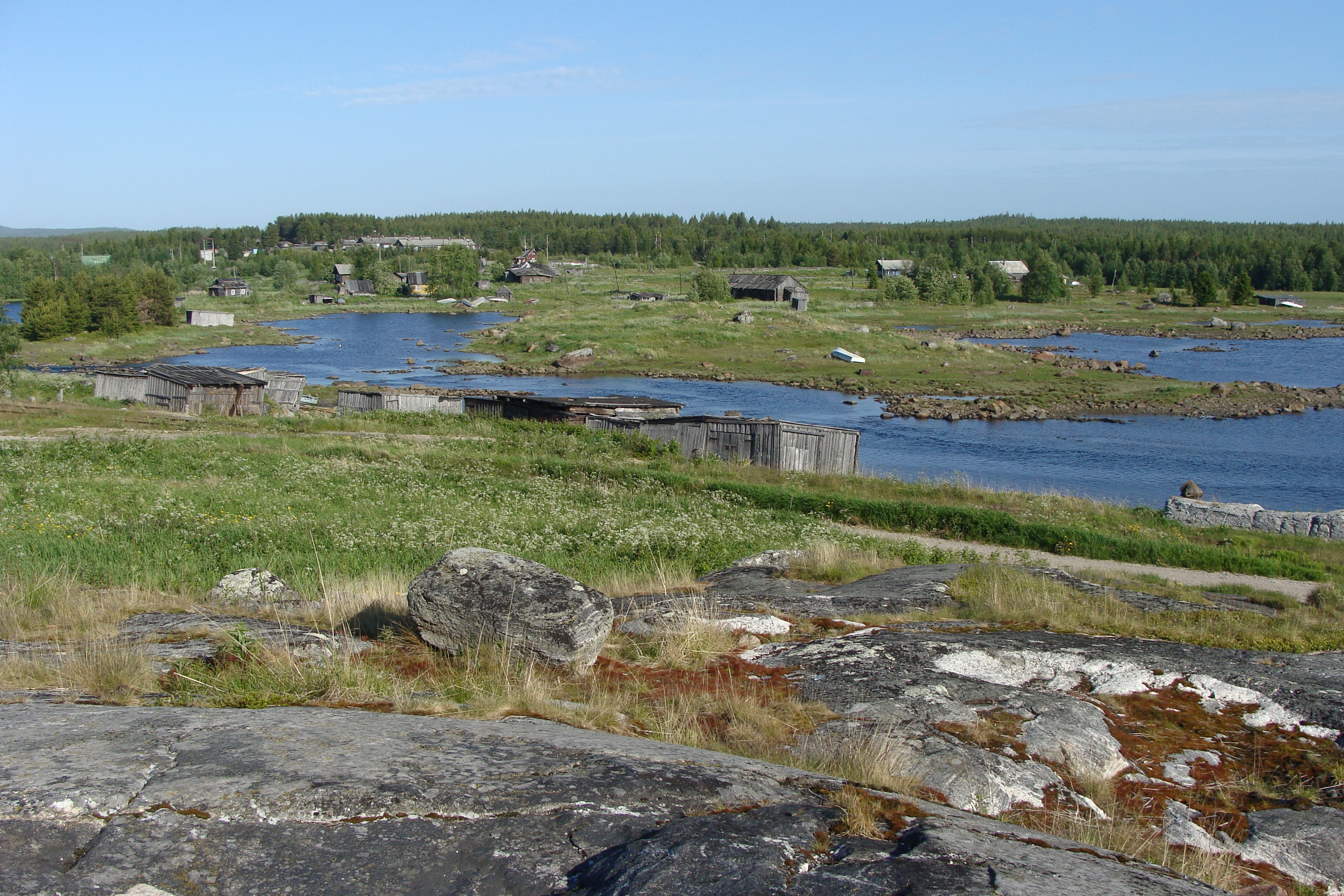

67°13′N 32°20′E / 67.217°N 32.333°E
坎達拉克沙區（俄语：Кандалакшский район），是俄羅斯的一個區，位於該國西北部，由摩爾曼斯克州負責管轄，始建於2011年4月11日，面積14,400平方公里，2010年人口49,544，人口密度每平方公里3.44人。